# Ulrike Meinhof
Ulrike Marie Meinhof, född 7 oktober 1934 i Oldenburg, död 9 maj 1976 i Stuttgart, var en västtysk journalist och en av grundarna och ledarna för den marxist-leninistiska Röda armé-fraktionen (RAF). RAF såg sig självt som en stadsgerilla men betraktas allmänt som en terroristorganisation. Hon formulerade organisationens ideologiska koncept. I maj 1970 deltog Meinhof i fritagningen av Andreas Baader och 1972 var hon delaktig i fem bombattentat med sammanlagt fyra dödsoffer. Meinhof greps 1972 och påträffades, fyra år senare, i maj 1976 död i sin fängelsecell.

## Biografi
Ulrike var dotter till Werner Meinhof som var lärare och sedermera museichef i Jena och modern Ingeborg, född Guthardt. Båda hennes föräldrar dog tidigt i cancer, fadern 1940 och modern 1949. Efter föräldrarnas död övertogs vårdnaden av Ulrike och hennes storasyster Wienke Meinhof av Renate Riemeck som var en vän till familjen.
Ulrike Meinhof engagerade sig i den västtyska student- och fredsrörelsen under sin studenttid på 1950-talet. Efter utbildningen till journalist började hon som skribent på den vänsterorienterade tidningen konkret, som i hemlighet finansierades av Östtyskland. Meinhof blev likaså i hemlighet medlem i Tysklands socialistiska enhetsparti (Östtysklands statsbärande parti), vilket hon förblev till sin död. Under 1960-talet blev hon alltmer känd som skribent och debattör i Västtyskland. Hon blev uppmärksammad för ett verkningsfullt skrivsätt, influerat av Ciceros retorik. År 1961 gifte hon sig med Klaus Rainer Röhl. Paret fick tvillingarna Regina och Bettina. Den senare har i sin biografi beskrivit hur hennes föräldrar levde i lyx, avlönade av DDR:s säkerhetstjänst. Beloppen var så stora att de kunde köpa en lyxvilla i Hamburg.
Under början av 1960-talet och under sin graviditet led Ulrike av svår huvudvärk som senare visade sig bero på en godartad hjärntumör bakom höger ögonhåla. På grund av tumörens placering togs den inte bort utan istället opererade man in en silverklämma som skulle förhindra fortsatta blödningar. 
När studentrörelsen växte sig stark som proteströrelse i slutet av 1960-talet blev Meinhof alltmer engagerad. Skilsmässan 1968 från Röhl föranledde en flytt till Väst-Berlin, där proteströrelsen bland studenterna var som starkast. 
Den 11 april 1968 utsattes den vänsterorienterade studentledaren Rudi Dutschke för ett mordförsök, vilket föranledde en alltmer militant Meinhof att i tidskriften konkret formulera följande:
| ” | Protest är att jag säger att detta inte passar mig. Motstånd är att jag ser till att det som inte passar mig inte längre sker. | „ |

### RAF bildas
Meinhof blev bekant med Gudrun Ensslin, som engagerade Meinhof i att hjälpa Andreas Baader att fly från fängelse den 14 maj 1970. Baader fick lov att besöka Deutsches Zentralinstitut für soziale Fragen i Berlin, för att där träffa Meinhof och diskutera en bok de skulle skriva. Kumpanerna Irene Goergens och Ingrid Schubert och en maskerad man öppnade eld och i tumultet som uppstod kunde Meinhof och Baader fly genom ett fönster. Denna dag är dagen då RAF grundades. Meinhof kom att få rollen som talaren och skribenten till gruppens manifest och slagord. I RAF:s manifest från 1971 citerade Meinhof följande rader av Mao Zedong:
| ” | Om fienden energiskt går emot oss, utmålar oss i så svarta färger som möjligt och överhuvudtaget inte godkänner något hos oss, så är det ännu bättre; ty det är ett bevis på att vi inte enbart dragit en klar skiljelinje mellan oss och fienden, utan att vårt arbete också haft lysande framgång. | „ |

Meinhof greps av västtysk polis den 15 juni 1972 i Langenhagen i Hannover. Vid gripandet fann man i hennes bagage två handgranater, en automatpistol och en kosmetikabox med en bomb på 4,5 kilo.

### Köln-Ossendorf
Mellan den 16 juni 1972 och den 9 februari 1973 satt Meinhof häktad i rannsakningshäktet i Köln-Ossendorf. Hennes cell var vitmålad, ljudisolerad och ljuset var tänt dygnet runt. Hon var inspärrad i den så kallade döda flygeln, Tote Trakt. Advokaten Klaus Croissant bad Meinhof beskriva hur hon påverkades av att sitta i den döda flygeln:
| ” | Känslan av att huvudet exploderar (känslan av att skallbenet egentligen borde brista, spricka) – känslan av att ryggmärgen pressas upp i hjärnan, – känslan av att hjärnan sakta skrumpnar samman, som torkad frukt t.ex. känslan av att man oavbrutet, omärkligt utsätts för elektrisk ström, som om man vore fjärrstyrd – känslan av att ens associationer hackas bort – känslan av att man pissar själen ur kroppen, som om man inte kan hålla tätt – känslan av att cellen rör på sig. | „ |

Den 29 november 1974 dömdes Meinhof till åtta års fängelse för sin delaktighet i fritagningen av Baader den 14 maj 1970.
Senare åtalades Meinhof tillsammans med övriga medlemmar i den inre kärnan av Baader-Meinhof-ligan – Baader, Ensslin och Raspe – för att gemensamt under nio aktioner dödat fyra människor och försökt döda 54 människor genom sprängattentat.

### Död i Stammheim

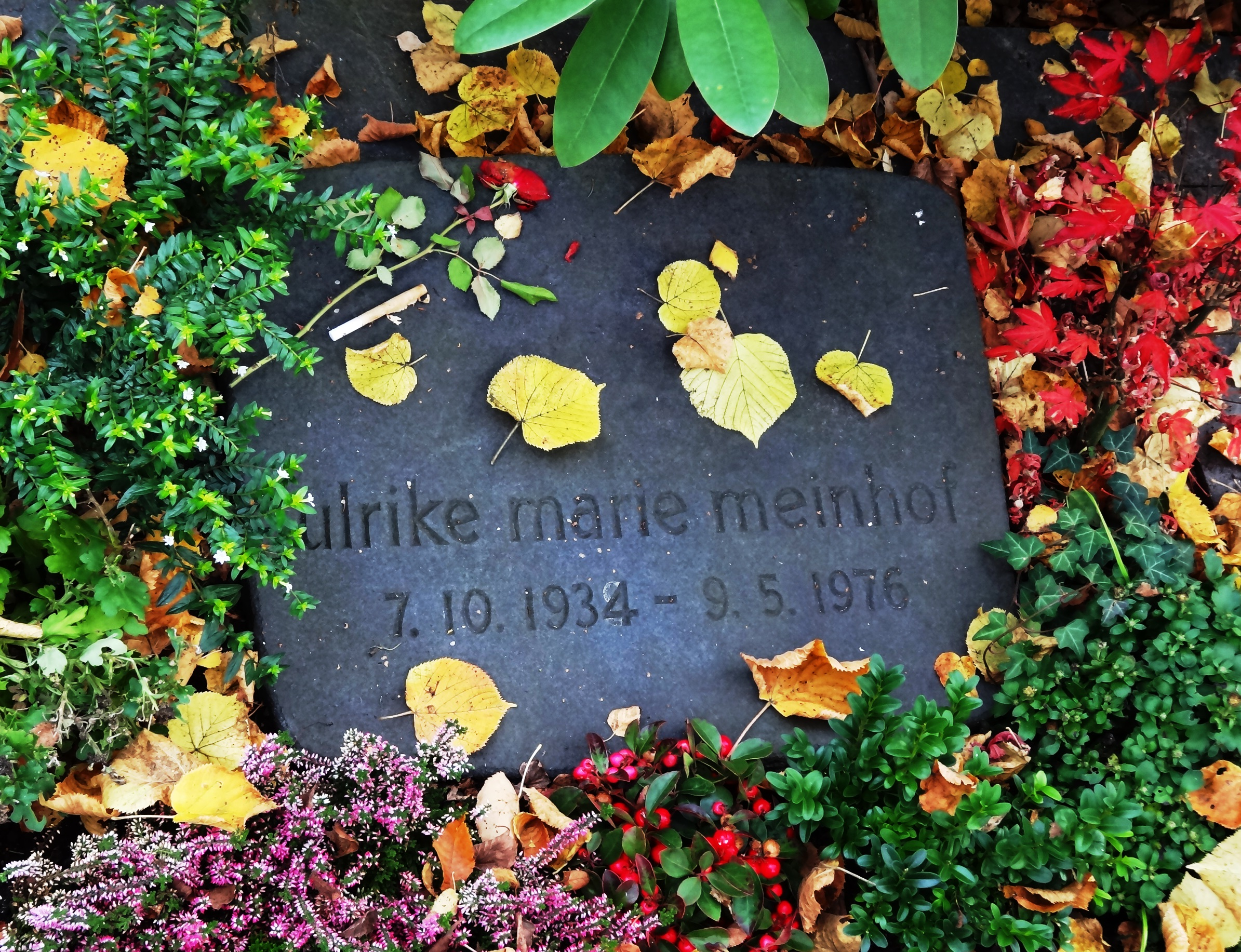
Ulrike Meinhofs grav på Dreifaltigkeitskirchhof III i Berlin-Mariendorf.

I april 1976 meddelade Meinhof via sin advokat att hon efter två år av att ha varit avvisande till besök gärna ville träffa sina barn igen. Besöket kom inte till stånd innan Meinhof dog två veckor senare, den 9 maj 1976. Fängelsepersonalen i Stuttgart-Stammheim hade klockan 07.34 på morgonen rutinmässigt öppnat dörren till Meinhofs cell. Hon påträffades hängd i en tunn handduk fastsatt i cellfönstrets galler. Dödsfallet bedömdes av fängelseläkaren, doktor Helmut Henck, vara självmord.
Två dagar senare, den 11 maj, talade Jan-Carl Raspe inför domstolen och yttrade bland annat: 
| ” | Vi tror att Ulrike avrättades. Om Ulrike hade beslutat sig för att dö, för att hon inte såg någon annan utväg att hävda sig själv och sin revolutionära identitet gentemot den långsamma nedbrytningen av viljan i isoleringens dödskval, så hade hon sagt det till oss, i alla fall till Andreas. Sådan var deras relation. | „ |

Flera RAF-anhängare och -sympatisörer och bland annat den revolutionära The George Jackson Brigade vill göra gällande att Meinhof hade blivit våldtagen och strypt och därefter upphängd för att få det hela att se ut som självmord. En grupp brittiska läkare tillfrågades att studera obduktionsrapporten och konstaterade att Meinhofs kropp inte uppvisade de sedvanliga tecknen på självmord genom hängning. Läkarna drog även slutsatsen att Meinhof kan ha blivit utsatt för våldtäkt innan hon dog, då de yttre genitalierna, enligt obduktionsprotokollet, uppvisade kraftiga svullnader. Vid obduktionen hade man inte gjort något så kallat histaminprov; detta hade i princip kunnat visa om Meinhofs död var självmord eller inte. Den internationella undersökningskommission, vilken granskade omständigheterna kring Meinhofs död, fastslog att det inte var möjligt att styrka att hon hade begått självmord.
Michael Oberwinder, en av Meinhofs advokater, sade att han mindre än en vecka före Meinhofs död hade haft ett mycket engagerat samtal med henne. De hade bedömt att rättegången mot henne nu hade nått ett nyckelskede. Vid ett samtal med sin äldre syster Wienke i mars 1976 yttrade Meinhof: ”Om de säger att jag begått självmord, så var säker att det var mord”. Förbundsåklagare Felix Kaul påstod att Meinhofs död kunde ha något att göra med de djupgående konflikter som existerade bland fångarna, särskilt mellan henne och Ensslin. I mars 1976 hade dock Meinhof och Ensslin bilagt sin konflikt.
Den tyska tidskriften Stern meddelade i augusti 2008 att man påträffat drygt 400 fotografier, som tillhört en tysk polisfotograf. Fotografierna visar bland annat den döda Ulrike Meinhof samt cellinteriörer från den så kallade Dödsnatten 1977. Ett av fotografierna på Meinhof, hängande i en sönderriven handduk i cellfönstrets galler, visar att hennes vänstra ben stödjer sig på en stol. I likbesiktningsprotokollet står det emellertid att stolen var omkullvält.
Efter nyheten om Meinhofs död ägde flera våldsamma demonstrationer rum i Västtyskland i städer där Baader-Meinhof sedan tidigare hade starkt fäste. Demonstranterna menade att de västtyska myndigheterna hade mördat Meinhof. Samtidigt demonstrerade de för att förbättra behandlingen av vissa fångar.
Vid begravningen sade författaren Eric Fried: "Ulrike Meinhof var inte bara den bästa journalisten i Förbundsrepubliken Tyskland utan troligen även den mest betydelsefulla tyska kvinnan sedan Rosa Luxemburg".

## Filmer
- Historien om Röda Armé-fraktionen har filmatiserats. Der Baader Meinhof Komplex i regi av Uli Edel hade premiär i Tyskland i slutet av september 2008. Martina Gedeck gestaltar Ulrike Meinhof. Filmen bygger till viss del på Stefan Austs bok Der Baader-Meinhof-Komplex.
- Ulrike Meinhofs egen dokumentärfilm Bambule. Fürsorge – Sorge für wen? ("Kalabalik. Omsorg - vem sörjer?") skildrar en uppfostringsanstalt för flickor och deras kamp för mänsklig värdighet. Klass, kön och motstånd är viktiga teman. Filmen producerades 1970 men kom att visas i tysk television först 1994.

### Postumt utgivna essäsamlingar
- Meinhof, Ulrike (1992) (på tyska). Die Würde des Menschen ist antastbar: Aufsätze und Polemiken. Berlin: Wagenbach. ISBN 3-8031-2202-3
- Meinhof, Ulrike (1995) (på tyska). Deutschland, Deutschland unter anderm. Berlin: Wagenbach. ISBN 3-803-12253-8